# Dimos Thebes
Dimos Thebes (Thebes) är en kommun i Grekland.   Den ligger i prefekturen Nomós Voiotías och regionen Grekiska fastlandet, i den sydöstra delen av landet, 60 km nordväst om huvudstaden Aten. Antalet invånare är 36 086.